# 307 Нике
Вижте пояснителната страница за други значения на 307.
Вижте пояснителната страница за други значения на Нике.
307 Нике (на английски: 307 Nike) е астероид в астероидния пояс, открит от Огюст Шарлоа на 5 март 1891 г.
Обикаля около Слънцето за 4 години 356 дни 22 часа, при максимално разстояние от 2,9140 AU. Името идва от Нике – богиня на победата в древногръцката митология.